# Максимович, Иван Андреевич
Иван Андреевич Максимович (род. 1810 г. — ум. 1889 г.) — российский-учёный-правовед, коллежский советник.

## Биография
Родился 23 сентября 1810 года. Окончил Университет Святого Владимира в Киеве, где слушал лекции К.А. Неволина, С.О. Богородского, С.Н. Орнатского. В 1839 году был назначен преподавателем в Острогское дворянское училище, но уже через четыре месяца, 28 ноября, был переведён в Каменец-Подольскую губернскую гимназию. 29 января 1840 года был удостоен степени кандидата законоведения. С 2 октября 1842 года преподавал в Нежинском юридическом лицее князя А.А. Безбородко уголовное право. С 20 июля 1845 года — магистр государственного права. Профессором лицея был утверждён 13 января 1854 года и преподавал до 1869 года. Умер в 1889 году.

## Публикации
- Максимович И.А. Речь о развитии идеи преступления по смыслу памятников русского законодательства. — Киев, 1845.
- Максимович И.А. Речь об уголовных наказаниях в России. — Киев, 1853.

И. Максимович даёт в заключение своего труда обширную таблицу наказаний по Уложению 1649 г., Воинскому артикулу, Своду законов и Уложению о наказаниях 1845 г. с указанием тех разновидностей преступлений, за которые они определялись.
— Фельдштейн Г. С. Главные течения в истории науки уголовного права в России